# Stade Poitiers
Stade Poitiers  ist ein französischer Fußballverein aus Poitiers.
Die Vereinsfarben sind Blau und Weiß. Poitiers' Kampfmannschaft tritt heutzutage im Stade Michel-Amand (bis ins 21. Jahrhundert Stade de la Pépinière) an, das unmittelbar jenseits der Stadtgrenze in Buxerolles liegt und aktuell über eine Kapazität von rund 12.000 Zuschauerplätzen verfügt.

## Geschichte
Gegründet wurde der Verein 1921 als Sporting Club Poitevin; zeitgleich mit dem erstmaligen Aufstieg (1936) in die Division d’Honneur, die regional höchste Amateurspielklasse, änderte der Sporting Club seinen Namen in Stade Poitevin SC. 1952 fusionierte Stade Poitevin mit dem aus der katholischen Sportbewegung stammenden Verein Patronage des Écoles Publiques de Poitiers (PEPP) und benannte sich in Stade de Poitiers PEP um. Bis Anfang der 1990er Jahre traten die Fußballer zu Heimspielen noch im Stade Paul-Rébeilleau an, ehe sie ins Stade de la Pépinière umzogen und ihr bisheriges Domizil den Rugbyspielern und anderen Vereinsabteilungen überließen. Im Sommer 1997 stand der Verein, der in der „Studentenstadt“ nur in geringem Umfang auf öffentliche Zuschüsse hoffen konnte, kurz vor der Insolvenz, weil er sich bei dem Versuch, schnellstmöglich in die zweite Liga zurückzukehren, finanziell übernommen hatte. Zwar konnte der Konkurs vermieden werden, doch zwölf Monate später wurde der Klub vom zuständigen Verbandsgremium DNCG in die vierte Liga zwangsversetzt. 2007, nach erneuter Fusion mit einem kirchlichen Lokalrivalen – diesmal mit der Patronage Saint-Joseph-Cercle d’Éducation Physique de Poitiers oder kurz CEP –, nahm Stade den Namen Poitiers Football Club an, den er seither trägt.

## Ligazugehörigkeit und Erfolge
Der Verein hat von 1995 bis 1998 Profistatus besessen, aber noch nie in höchsten französischen Liga gespielt. Dafür war er aber fünf Jahre lang (von 1970 bis 1974 und 1995/96 nochmals für eine Saison) in der zweiten Division vertreten. Seine beste Platzierung in der Abschlusstabelle gelang Stade Poitiers 1972/73 mit einem fünften Rang in seiner Gruppe; in dieser Spielzeit belief sich die mittlere Zuschauerzahl bei seinen Heimspielen auf gut 2.700 Besucher. Übertroffen wurde dieser Zuspruch in der Saison 1995/96, an deren Ende die Mannschaft lediglich aufgrund der schlechteren Tordifferenz absteigen musste, als ihren Punktspielen durchschnittlich sogar 3.300 zahlende Zuschauer beiwohnten.
Im französischen Pokalwettbewerb um die Coupe de France erreichte der Verein in zwölf Ausspielungen – mit zeitlichem Schwerpunkt in der Mitte der 1990er Jahre – die landesweite Hauptrunde, das erste Mal 1966/67 und das bisher letzte Mal in der Saison 2010/11. Allerdings überstand Stade Poitiers darin nur in drei Jahren das Zweiunddreißigstelfinale, und nur einmal (1994/95) stieß die Mannschaft bis in die Runde der besten 16 Mannschaften vor. Dazu hatte der seinerzeitige Drittligist im Sechzehntelfinale vor der Rekordkulisse von 7.555 Besuchern im Stade de la Pépinière eine „Heldentat vollbracht“ und sich mit 2:1 gegen die AS Monaco – seinerzeit eine „Spitzenadresse“ des französischen Fußballs – durchgesetzt, ehe er im Achtelfinale beim Zweitligisten La Berrichonne Châteauroux relativ sang- und klanglos unterlag.
Außerdem hat Stade Poitiers auch im allerdings deutlich weniger prestigeträchtigen Ligapokal einmal für Aufsehen gesorgt. In dessen Austragung 1997/98 spielte der Drittligist sich nach drei 2:1-Siegen über Olympique Nîmes, OGC Nizza – beides Zweitdivisionäre – und Erstligist Le Havre AC bis in das Viertelfinale durch; in dieser Runde unterlag Poitiers im Parc Lescure von Bordeaux den Girondins erst nach Verlängerung mit 3:4.
2014/15 tritt der Poitiers FC in der Division d’Honneur, der sechsthöchsten Spielklasse Frankreichs, an.

## Bekannte ehemalige Spieler und Trainer
- Lionel Charbonnier, Trainer und Generalmanager 2002–2004
- Ferdinand Coly, Spieler 1993–1996, 2002 WM-Teilnehmer mit dem Senegal
- Bernard Delcampe, Spielertrainer 1967–1970, Trainer 1970–1975[9]
- Tomasz Frankowski, polnischer Nationalspieler, bei Poitiers 1996/97
- Guy Roux, Spieler 1958–1960